# وانغ يوان (إحاثي)
وانغ يوان هو عالم حفريات صيني شغل منصب مدير متحف علم الآثار في الصين (PMC) منذ عام 2004. ينتمي متحف التاريخ الطبيعي هذا إلى معهد علم الحفريات وعلم الأحفوريات القديمة (IVPP) التابع للأكاديمية الصينية للعلوم.
تخرج وانغ من جامعة بكين عام 1991 وحصل على درجة الماجستير من جامعة كانساس. حصل على الدكتوراه من كلية الدراسات العليا في الأكاديمية الصينية للعلوم ومعهد علم الحفريات وعلم الأحفوريات القديمة في عام 2002. وكان مستشاره في شهادة الدكتوراه ميمان تشانغ.
وانغ أستاذ أبحاث في معهد علم الحفريات وعلم الأحفوريات القديمة ومدرس الدراسات العليا بالأكاديمية الصينية للعلوم، مع عمل بحثي رئيسي عن البرمائيات الأحفورية والسحالي.